# Livonská válka
Livonská válka byla sérií na sebe navazujících válečných konfliktů, vedených v letech 1558 až 1583 o území Livonska. Jejími účastníky byli na jedné straně Ruské carství pod vládou Ivana IV. Hrozného, jehož cílem bylo získat přístup k Baltu, na straně druhé Livonský řád, k němuž se později připojili Litva, Polsko a Švédsko. Do konfliktu zasáhly také Dánsko či Osmanská říše. Diplomatických jednání se zúčastnili také zástupci papežského stolce a Benátské republiky.

## Předpoklady vzniku konfliktu
V 15. století nastala ve východním Pobaltí výrazná změna mocenských pozic. Zatímco pozice řádu německých rytířů, vládnoucího v Prusích a v Livonsku, trvale slábly, formovala na východě Evropy nová mocnost, Moskevské knížectví. Kníže Ivan III. se zbavil tatarské nadvlády a připojením Novgorodu ke svému státu se dostal nebezpečně blízko řádovému území v Livonsku. Vpády Rusů do Livonska v letech 1469, 1478 a 1481 jasně ukazovaly slabost livonského řádového státu a růst sebevědomí moskevských knížat. Situaci nedokázala změnit ani porážka Rusů mistrem řádu Walterem z Plettenbergu v roce 1502 u Smoliny v rámci rusko-litevské války. Livonský stát byl rozpolcen neustálými spory mezi řádem německých rytířů, rižským arcibiskupem a bohatými obchodními městy, která byla ve spojení s hanzou. To ještě umocnil ve dvacátých letech 16. století nástup luteránské reformace, kterou přijala města a šlechta, zatímco řád a preláti setrvali na katolické víře. Jejím důsledkem se stalo ukončení panství řádu v Prusích a vznik světského pruského vévodství, které se stalo lénem polského krále. Zdálo se, že livonský stát, kde se zatím vláda řádu, nyní nazývaného livonský, udržela, bude snadnou válečnou kořistí některého ze svých sousedů, kteří měli zájem proniknout k Baltskému moři (moskevský stát, Litva) nebo získat větší podíl na obchodu v Pobaltí (Švédsko, Dánsko).

## Zahájení vojenských akcí v Pobaltí

Vojenské akce v Livonsku v letech 1558–1560

A právě na Livonsko upřel v roce 1554 svůj zrak Ivan IV. Hrozný, který si velmi dobře uvědomoval potřebu proniknout k Baltu (Moskevská Rus v této době nedisponovala žádnými přístavy v tomto moři, což výrazně ztěžovalo kontakt se západním světem). Poté co vyřešil problémy s Kazaní a Astrachaní a uzavřel příměří se Švédy, mohl se plně soustředit na západní politiku. Vědom si slabosti svého soupeře, využil jako záminku pro vyvolání konfliktu starých smluv z roku 1502 o daních, které měli Livonci odvádět Rusům, a žádal zpětné splacení těchto daní v následujících třech letech a další ústupky strany Livonců týkající se obchodu a diplomacie. Dalším důvodem moskevského nátlaku vůči Livonsku mohlo být také uzavření pascalské smlouvy, kterou car vnímal jako porušení moskevsko-livonské dohody, že ani jeden ze států neuzavře spojenectví s Polskem, Litvou nebo Švédskem. Livonci naivně doufajíce v pomoc a podporu římsko-německého císaře Ivanovy požadavky ignorovali.
V důsledku nesplnění moskevských požadavků mohl car uskutečnit své plány. Na konci roku 1557 se na livonských hranicích shromáždila velká ruská armáda doplněná o jednotky tatarských vazalů, která v zimě následujícího roku vtrhla do Livonska a rabujíc a pleníc postoupila o více než dvě stě kilometrů. Podařilo se dobýt přes dvacet měst mezi nimi i Narvu a Dorpat, postupem času se však situace začala obracet a rytířům se povedlo několik zdařilých protiútoků. Mírová jednání selhala, a tak boje trvaly až do roku 1559, kdy byl Ivan přinucen ke smíru novými komplikacemi s Tatary na jihu. První fáze bojů přinesla řádu nemilou zkušenost ukazující jak jeho slabost, tak marnost očekávání císařské pomoci. Také Ivan z neúspěchů vyvodil důsledky. Porážky utržené v této fázi Livonské války stály na počátku šíleného honu na zrádce známého jako opričnina.

## Druhá fáze války
Pro další fázi válek museli livonští rytíři v čele s novým velmistrem Gotthardem Kettlerem hledat nového spojence. Toho našli v polském králi a litevskému velkoknížeti Zikmundu II. Augustovi, který se roku 1559 stal protektorem řádu i celého livonského státu. V létě 1560 se řádové vojsko vzchopilo k poslednímu odporu, ale bylo na hlavu poraženo ruskou přesilou u Ermes. Vojenské síly livonského řádu byly zlomeny. O rok později uzavřel Gotthard Kettler s polským králem vilenskou smlouvu, jež ukončila jeho existenci. Livonský stát se rozpadl. Největší část, vlastní Livonsko a jižní Estonsko připadly Polsku, severní Estonsko s Tallinnem (Revalem) Švédsku, ostrov Saaremaa (Ösel) Dánsku, Samostatnost si zachovalo pouze Kuronsko a Zemgalsko, které se stalo světským vévodstvím a jako svého lenního pána uznalo litevského velkoknížete (po roce 1569 polského krále). Prvním vévodou se stal Gotthard Kettler, který založil dynastii, jež zde vládla až do roku 1737.

### Boje s Litevci a Poláky

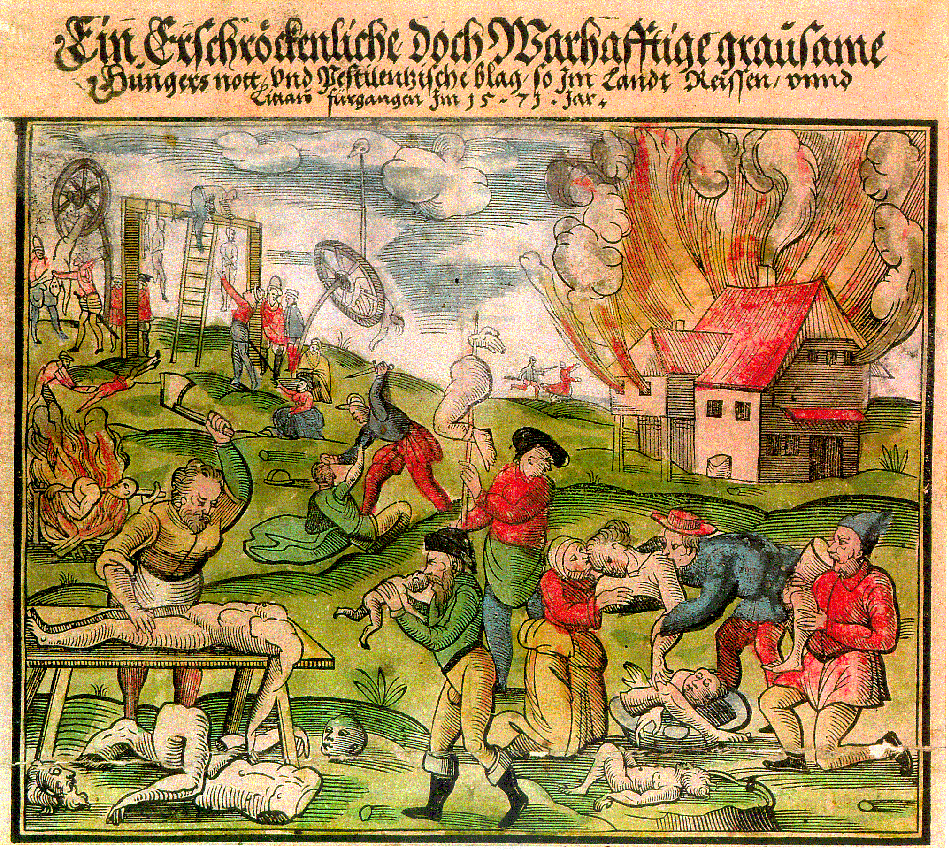
Kanibalismus v Litvě během ruské invaze v roce 1571

Tyto události však nemohly Ivana Hrozného odradit v pokračování vojenských operací. A Rusům se zpočátku dařilo. V roce 1563 dobyli a vyplenili Polock, ale už následujícího roku utržili od Litevců porážky na Ule a Orši. Boje probíhaly také na severu, kde nepřítelem Rusů byli Švédové, kterým se podařilo vybojovat Reval (dnešní Tallinn) a několik dalších významných měst. Vrcholem Ivanových nezdarů pak bylo přeběhnutí významného ruského bojara knížete Andreje Kurbského na stranu Litvy. Vznik lublinské polsko-litevské unie v roce 1569 nadobro stvrdil spojení těchto dvou států a zvýšil iniciativu Poláků v konfliktu.
Roku 1570 pak bylo v Moskvě ujednáno tříleté příměří, které však žádná ze stran nehodlala promarnit. Na jednáních ve Štětíně se již starému Zikmundu Augustovi podařilo dojednat spojenectví se Švédskem.
Ivan IV. pokračoval v bojích se Švédy, podařilo se mu zmocnit se několika pevností v Estonsku a navíc na svoji stranu získal bratra dánského krále Magnuse, kterého oženil se svou neteří, prohlásil za krále Livonska a vyslal obléhat švédský Reval.

### Nový polský král
Když polský král Zikmund August v roce 1572 zemřel, aniž po sobě zanechal dědice, otevřela se před carem Ivanem nová příležitost, získání polské koruny by z něj nepochybně udělalo nejmocnějšího muže východní Evropy. V dlouhých jednáních se však ukázalo, že rozdíly v jeho zájmech a zájmech polských velmožů jsou natolik rozdílné, že je nelze překonat. Poláci si za krále v nejprve zvolili Jindřicha z Valois, který však záhy trůn opustil, a tak v roce 1575 byl zvolen sedmihradský kníže Štěpán Báthory, který svoji volbu ještě podepřel sňatkem s Annou Jagellonskou.

## Třetí fáze války
Volba Báthoryho, který byl jakožto sedmihradský kníže formálním vazalem tureckého sultána, ještě přiostřila situaci. Ivan využil Báthoryho problémů se vzbouřeným Gdaňskem a v létě 1577 vtrhl do Livonska a bez větších nesnází se mu podařilo dobýt značnou část Kuronska a postoupit až k Wolmaru. Situace se však rychle obrátila, Švédové dobyli Narvu a také Štěpán Báthory přešel do protiútoku a v roce 1578 uštědřil Ivanovým vojskům u Kiesingu zlou porážku. Možná mírová jednání pak selhala na carových přemrštěných a nereálných požadavcích. V této době se už štěstěna přiklonila zcela na stranu Báthoryho; konečně se mu podařilo pokořit vzpurný Gdaňsk a navíc se mu podařily v sejmu prosadit mimořádné daně, tolik potřebné pro další vedení války. V červnu roku 1579 se nově zbudovaná polsko-litevská armáda dala na pochod směrem na Polock, který v polovině srpna oblehla a po tvrdých bojích dobyla. Tento Báthoryho úspěch brzy následovaly další – dobytí Sokola, postup polských jednotek až ke Smolensku, v následujícím roce potom padly do polských rukou Velike Luki, Nevel, Jezerižče a Zavoloče. Ruská vojska střídala porážka za porážkou. Navíc na stranu Poláků přešel oportunistický dánský princ Magnus. V roce 1581 polské vítězné tažení pokračovalo dalšími úspěchy, dobyta byla Stará Russa, Chelm a další města, obležen byl Pskov, situace se pro ruského cara zdála být kritickou.

## Mírová jednání v Jamu Zapolském
| Polsko-Litva Polsko-litevští vazalové Rusko | Švédské království Dánsko-Norsko |

Rozdělené Livonsko okolo roku 1600:
Polsko-Litva
Polsko-litevští vazalové
Rusko
Švédské království
Dánsko-Norsko

Již o dva roky dříve Ivan, uvědomiv si kritickou situaci, vyslal své diplomaty k císařskému dvoru a svatopetrské stolici se žádostmi o zprostředkování míru. V roce 1581 skutečně z Říma vyrazil jezuitský diplomat Antonio Possevino, jehož hlavními úkoly bylo zajistit mír, získat Rusko pro protitureckou koalici a zjistit, zda by bylo možné získat ruského panovníka pro katolickou víru. Po navázání kontaktů a osobní schůzce, jak se Štěpánem Báthorym, tak s Ivanem IV. se Possevinovi podařilo přimět obě strany k jednáním. V prosinci 1581 se poslové obou stran setkali na jednáních ve vesnici Kiverová Horka poblíž nedávno vypáleného Jamu Zápolského. Po dlouhých jednáních trvajících více než tři týdny se nakonec podařilo uzavřít mír. Ivan se musel vzdát celého Livonska i se všemi pevnostmi a městy, polský král na oplátku vrátil carovi všechna města a území dobytá v Moskevském knížectví. Lze říci, že s výsledky míru nebyli spokojeni ani Moskovité, ani Poláci.